# Альфа Столовой Горы
Альфа Столовой Горы ({\displaystyle \alpha } Столовой Горы, лат. Alpha Mensae) — звезда в созвездии Столовой Горы. Входит в состав двойной системы. Находится на расстоянии около 33,2 световых лет от Солнца и имеет видимую величину +5.09. Она является самой яркой в созвездии.

## Характеристики
Звезда принадлежит к классу жёлтых карликов главной последовательности. Её масса и диаметр эквивалентны 1,1 и 0,99 солнечных соответственно. Возраст звезды оценивается приблизительно в 10 млрд лет. Температура поверхности немного холоднее, чем у Солнца — 5570 К, металличность равна солнечной. Полный оборот вокруг собственной оси звезда совершает за 32 суток. Удаляется от солнечной системы со скоростью 35 км/с.
У неё есть звезда-компаньон, красный карлик спектрального класса M3,5-6,5V, угловое расстояние до которого составляет 3,05 угловых секунды, что эквивалентно предполагаемому разделению примерно в 30 а.е. Масса красного карлика — 16,9% массы Солнца.

## Ближайшее окружение звезды
Следующие звёздные системы находятся на расстоянии в пределах 10 световых лет от α Столовой Горы:
| Звезда       | Спектральный класс | Расстояние, св. лет |
| HIP 31293    | ?                  | 4,6                 |
| HIP 31292    | ?                  | 5,9                 |
| CP(D)-69 177 | DA /VII            | 8,6                 |
| LHS 263      | M V                | 8,8                 |
| LHS 205      | M 1.5 V            | 9,8                 |